# Rio Ciurgău (Chiril)
O Rio Ciurgău é um rio da Romênia, afluente do Valea Toancei, localizado no distrito de Suceava.